# Wybory parlamentarne na Cyprze w 1970 roku
Wybory parlamentarne na Cyprze odbyły się 5 lipca 1970 roku. Zwyciężyła w nich Partia Zjednoczona (ENIAION), która zdobyła 15 miejsc w Izbie Reprezentantów. Jej liderem był Glafkos Kliridis. Drugie miejsce zajęła  Postępowa Partia Ludzi Pracy (AKEL), która wprowadziła do parlamentu 9 swoich przedstawicieli. Łącznie do Izby Reprezentantów weszły cztery ugrupowania.

## Wyniki
| Nazwa partii                          | Głosy  | Procent | Mandaty | +/- |
| ------------------------------------- | ------ | ------- | ------- | --- |
| Partia Zjednoczona (ENIAION)          | 79 665 | 40,70%  | 15      | -   |
| Postępowa Partia Ludzi Pracy (AKEL)   | 51 111 | 26,11%  | 9       | +2  |
| Front Postępu (PP)                    | 35 782 | 18,28%  | 7       | -   |
| Ruch na rzecz Socjaldemokracji (EDEK) | 26 906 | 13,74%  | 2       | -   |
| Δημοκρατικό Eθνικό Kόμμα              | 16 655 | 10,04%  | 0       | -   |
| Niezależni                            |        |         | 2       | +2  |
| Suma                                  |        |         | 35      | ±0  |